# 生化危機4 重製版
《惡靈古堡4 重製版》是一款由卡普空開發及發行的第三人稱射擊生存恐怖遊戲。本作是2005年《惡靈古堡4》的重製作品。

## 剧情
1998年里昂·S·甘乃迪（Leon S. Kennedy）逃出浣熊市（即《2代重製版》的故事）后，他成為美國政府的一名特工，並且接受特種部隊少校杰克·克劳萨（Jack Krauser）的教導。而克劳萨一度在“哈维尔行动”中险些丧命，而他所在的整个小队全部阵亡。
2004年，美國總統派里昂前往西班牙的一个村庄营救他被绑架的女儿愛旭莉·葛拉漢（Ashley Graham），英格莉·漢尼根（Ingrid Hunnigan）負責遠程協助里昂。里昂與2位警察來到當地一個村莊，結果兩位警察均被當地村民殺害，里昂本人也被村民攻擊，里昂在對抗時發現他們效忠於一個名為「光明教團」（Los Illuminados）的邪教團體，而且這些村民均感染了一個名叫普拉卡（Las Plagas）的寄生體。里昂路上被村長比托雷斯·門德斯（Bitores Méndez）攻擊，並且被注射普拉卡，然後被關入牢房。在牢房中里昂發現一名叫路易斯·賽拉（Luis Sera）的男子和他關在一起。路易斯告訴里昂，愛旭莉被关在村里的老教堂里。之後在他的協助下，兩人雙雙逃離監獄，不過路易斯沒有和里昂待在一起。漢尼根告訴里昂，路易斯是前保護傘公司的研究員，也是前「光明教團」成員。里昂又被比托雷斯逮到，這時艾達·王（Ada Wong）突然出現將比托雷斯帽子射掉了，隨後艾達又消失了。里昂乘機脫離比托雷斯逃走。而來到西班牙的艾達其實是被亞伯·威斯卡（Albert Wesker）僱用的間諜，她前來的目的是竊取「琥珀」，這個「琥珀」可以引發瘟疫。她找到聲稱知道「琥珀」下落的路易斯·賽拉，要求路易斯·賽拉找到「琥珀」後把它交給她。
里昂來到教堂找到愛旭莉，由於里昂與愛旭莉均被感染普拉卡，村民很快發現這兩人在教堂，於是進攻教堂。里昂在救出愛旭莉後聯繫上了漢尼根，漢尼根表示已派出直升機準備將他們接走，並且指出登上直升機的地方，要他們立刻趕去。里昂逃亡的路上又遭到村民圍攻，此時路易斯·賽拉出現並出手幫助，他還告知里昂和愛旭莉，他們都已經感染普拉卡。這意味著里昂不僅要驅除自己與愛旭莉體內的普拉卡，還要對抗光明教團的威脅。路易斯表示如果要除去普拉卡，必須要做外科手術，而自己願意幫助他們尋找手術設備，隨後路易斯再次離開。由于救援直升机因恶劣天气而延误，里昂與愛旭莉暫時無法立刻抵達預先的撤離地點，路上又被比托雷斯追殺。里昂殺掉比托雷斯後，先和愛旭莉撤退到一座城堡躲避。此時「光明教團」的拉蒙·萨拉哲（Ramón Salazar）出現並要求里昂交出愛旭莉，里昂拒絕。兩人在逃離拉蒙的追捕時，愛旭莉體內的普拉卡突然發作，愛旭莉整個人被其控制，並使用小刀刺向里昂。在未得逞后，普拉卡控制下的愛旭莉逃離里昂，這使得二人暂时分开。里昂在尋找愛旭莉時遇到艾達，艾達勸里昂不要去尋找愛旭莉，但被里昂拒絕。艾達又再度消失。之後里昂找到了暫時不被普拉卡控制的愛旭莉，兩人繼續一起逃走。此時路易斯通過無線電聯繫上了里昂，希望里昂能前來找他。路上愛旭莉又被拉蒙的部隊俘虜。里昂找到路易斯後，路易斯製作了抑制劑讓里昂使用，路易斯承認自己之所以為了幫助里昂是想為曾經錯誤加入「光明教團」和保護傘公司而贖罪。路易斯之後在和里昂一路尋找愛旭莉的路上遭到已加入教團的克勞薩丟出的小刀偷襲，克勞薩奪走了路易斯身上的「琥珀」，在與里昂對峙的時候承認是自己下令讓拉蒙逮捕愛旭莉，兩人在打鬥時身受重傷的路易斯朝克勞薩開槍。克勞薩暫時撤退。路易斯臨終前將自己实验室的钥匙交给里昂，說實驗室裡面的東西可以徹底清除普拉卡。艾達通過無線電告知里昂愛旭莉被拉蒙帶到了鐘樓。里昂趕到鐘樓後發現拉蒙把愛旭莉交給了克勞薩，克勞薩將愛旭莉帶到一個島上。里昂追擊，但遭到拉蒙阻攔，最終拉蒙被里昂殺死。
里昂在艾達的協助下來到島上找到愛旭莉，並且發現愛旭莉體內的普拉卡開始發作，里昂給其注射了抑制劑。在艾達通過無線電告訴他們路易斯的實驗室的地點後，他們在去路易斯的實驗室的路上遇到了「光明教團」教主奧斯蒙·薩德勒（Osmund Saddler）。萨德勒意图将受感染的愛旭莉送回美国，让她的父亲感染，从而统治世界。薩德勒先通過通過控制里昂體內的普拉卡讓其喪失行動能力，然後再試圖通過愛旭莉體內的普拉卡讓其開槍射殺里昂，但愛旭莉卻強行通過自己的意志力拒絕服從薩德勒的指示，之後薩德勒再次擄走愛旭莉。薩德勒想将愛旭莉帶到美国，让她的總統父亲也感染普拉卡，从而统治世界。里昂在尋找愛旭莉的時候，又遇到克劳萨。里昂懷疑克劳萨是不是因為“哈维尔行动”的慘重傷亡而對美国政府不满，所以加入「光明教團」。克劳萨否認這一點並表示自己加入「光明教團」是為了獲得更強大的力量，隨後兩人繼續战斗，最終里昂杀死克勞薩。里昂繼續尋找愛旭莉，此時漢尼根派來的直升機找到了里昂並支援其作戰，但直升機卻被薩德勒擊毀。里昂又找到愛旭莉所在的地方，他發現昏迷之下的愛旭莉正躺著，而萨德勒就在愛旭莉身邊，萨德勒试图通過普拉卡徹底控制住里昂，此時艾達突然從遠處出現朝萨德勒開槍，一片混亂下里昂乘機带愛旭莉抵達路易斯的实验室並通過激光手術將其體內普拉卡清除，隨後醒來的愛旭莉也幫里昂完成手術去除其體內的普拉卡。隨後里昂和愛旭莉準備逃出島嶼，路上發現艾達被萨德勒綁架，里昂救下艾達後，萨德勒趕來攻擊里昂，遭里昂殺死。萨德勒死後其持有的、先前由克勞薩上交的「琥珀」掉了下來，卻被艾達拿走並坐直升機離開。此時島嶼開始爆炸，里昂最終和愛旭莉乘坐摩托艇逃离島嶼。而艾達·王詢問威斯卡，若獲得「琥珀」後有什麼打算，威斯卡表示他獲得「琥珀」後準備以数十亿人伤亡的代價迎接新的曙光。艾達得知後決定不把「琥珀」交給威斯卡並逼迫直升機駕駛員改變航向。

## 系統
本次重製版沿用了不少原版的系統功能，並加以改進，同時廢除了CG動畫中的QTE。
手提箱
與原版相同，所有的武器、彈藥、恢復道具、素材道具都在手提箱的收納管理範圍內。而劇情相關物品（如鑰匙、解謎用道具）、收集品（如寶石、工藝品）則另外收納。從武器商人處可購得擴充手提箱收納容量的功能。此次手提箱追加了掛件飾品，具有各種增益效果。
戰鬥
與原版相同，在里昂的攻擊使敵人失去行動能力時，里昂在接近敵人後，依照里昂與敵人的位置不同能夠使出各種體術攻擊。
小刀的重要性在重製版中大幅提升，只要抓準時機就能格擋住所有冷兵器或村民手臂、破體而出的寄生蟲觸手的揮打攻擊，甚至可以彈開敵人丟出的投擲物，如斧頭、燃燒瓶等，以及被敵人抓住時可藉此反擊脫身。與二代重製版相同，小刀具有耐久度，會根據里昂的使用方式而有不同幅度的削減，耐久度為0時則會損壞無法使用小刀的功能，損壞的小刀可在武器商人這裡進行付費修理，地圖上或敵人掉落物中也有代用的小刀可拾取作為緊急替代品。
本次新增了潛行動作，里昂可以採取蹲下的姿勢移動，並能配合小刀在敵人身後進行暗殺動作將其處決，同時蹲下動作也能讓里昂迴避部分攻擊。
武器商人
與原版相同，里昂可用金錢向其購買武器彈藥等各式道具，還有改造強化武器。並能對小刀或護甲進行修理。同時新增了「交易」系統，能夠以尖晶石作為交換無法用金錢購買的專屬商品。
本作新增了「藍色委託書」，在完成委託書上的任務後，武器商人會給予尖晶石作為獎勵。
原版中對武器商人揮刀或開槍都會導致其死亡，之後該地點就不會再出現商人。重製版改為不能對他開槍或揮刀，火箭筒或手榴彈的爆炸會有影響的動作，但都不會造成其死亡。
愛旭莉
卡普空重新設計了愛旭莉的行動，好確保她能跟隨在里昂身邊，這表明了「愛旭莉永遠不想獨自一人留在如此危險的環境中」的意圖。
製作組取消了血量的設定，除了被敵人扛走後會導致遊戲結束這點不變。遭到攻擊後會坐倒呈現行動不能的狀態，此時愛旭莉再被攻擊就會死亡導致遊戲結束，里昂在她無法行動的狀態下接近對話就能解除該狀態。用槍械瞄準愛旭莉時準心會消失且無法射擊，但仍會被手榴彈或火箭筒產生的爆炸而擊倒無法行動。
玩家可以在里昂與愛旭莉同行時決定她需要跟緊或是暫時跑到遠處，亦或是讓她躲在儲物櫃中。有時里昂也會得到愛旭莉的幫助，她能通過里昂無法爬上或穿行的地點，然後幫忙開啟機關或鎖住的門。其AI相比原版增加了迴避與抵抗的動作，讓玩家控制的里昂有更多時間與機會應付複數的敵人而不會太過手忙腳亂。

## 製作

### 作品背景
2022年，在一次訪談中，曾任原版「4」的導演與劇本的三上真司曾提及「在製作生化危機4時，編寫劇本的時間只有三週左右，因為太過忙碌而有些劇情上的缺失，在重製版中可望能有所改善」的發言。

### 製作團隊
三上真司並未參與本次重製的任何工作。主要負責本次重製的是原版「4」的原創團隊之一的平林良章，由他擔任製作人，原版製作團隊的成員也有部分人士加入了重製版本的開發。竹內潤負責保持重製版的基調與系列作的一致性，導演安保康弘則在保留原版動作性與恐怖性的平衡的同時，也要在這個重製版本中提出新意。開發團隊則分為三個小組，分別負責村莊、城堡，以及島嶼。
對槍械有很深了解的竹內同時也負責遊戲中登場槍械的設定，同時聘請了槍械專家前來協助。

### 開發
本作的製作基準，是除了保留原版劇情的核心外，也對登場角色進行了深入發掘，提升其在遊戲中的重要性為方針。並在遊戲進行過程中，添加了相對應的台詞與動作，像是里昂在用槍械將敵人爆頭有時會說出「很好」，與愛旭莉同行時會時不時張望找尋她的位置。與路易斯相伴行動的時間被增加，也追加了一起行動的理由。而對於克勞薩的造型，也應對了原版「4」之後才發行的《生化危機 黑暗面編年史》的劇情，為其進行了細節上的處理，像是在他的手腕上增添了明顯的傷疤，也對玩家指責他在原版「4」之中突兀的登場做出了相應措施，讓他在這次重製版中的出現有跡可循。對於光明教團的教主薩德勒，也在這次的設計上更體現出了他做為教團高層應有的模樣。
對光影與空氣在遊戲中的表現也是本次開發的重點之一。而在背景上的不安要素也根據劇情與角色的生活場景做出更細緻化的處理，例如時不時會在地上飛奔著的老鼠，吊橋上四處看起來十分詭異的血痕等等，來刺激著玩家的想像力。
在故事場景背景的設定上，參考了本次開發團隊中來自西班牙的成員的意見做出了比原版更貼近現實的改變。

### 遊戲系統
在系統上保留了原版「4」的風格，同時參考了《生化危機7 惡靈古堡》、《惡靈古堡 村莊》，在操作性上做出了改善，平林良章在Fami通的訪談中提到「要給玩家玩到時有著『這就是原版4的感覺』外，還要有著現代化的風格」，例如保持了爽快的動作要素時，也增加了潛行的動作等。
原版「4」之中，愛旭莉有血量的隱藏設定，玩家操控的里昂有時必須在她負傷時等待她完全恢復健康才能繼續前行。重製版取消了這樣的設定，並在愛旭莉的AI上增加了抵抗、迴避的動作。而玩家將武器對準她時將無法射擊或使用，但愛旭莉並不是完全保持在無敵的狀態，遊戲中也可看到她中彈倒下的場景；愛旭莉在被敵人攻擊打中後則會呈現坐倒的姿態，以及被抓住時，兩種狀態下都會出現顯眼提示，此時愛旭莉再遭到攻擊的話，就會導致遊戲結束。原版裡對路易斯攻擊一定次數後會遭到其反擊而GAME OVER，這設定這次則被廢止。主角里昂在面對不同的敵人或場景物品時會有更多的新動作，例如打破箱子或木桶時不再是單純的揮刀，而是會看位置用手肘或腿打碎；手槍射擊時會依照敵人的遠近採取不同的戰術動作，而這次的BOSS戰也有多處改動，像是順序有所改動或取消、原版「4」初遇克勞薩的QTE對戰，這次就改成了玩家實際操縱的白刃對戰。

## 鏈鋸體驗版
卡普空於2023年3月10日於各大平台上發布本作的試玩版。擁有未在本篇實裝的超高難度模式「Mad Chainsaw Mode」，在每次新遊玩該試玩版時會隨機進入該模式，能在試玩版標題畫面輸入隱藏指令後直接遊玩該模式。

## 動畫PV
「不可思議村子裡的里昂」
於YouTube上發表的短篇動畫。由卡普空製作，日本動畫協助。全3話。
除戲仿世界名作劇場與《龍龍與忠狗》的動畫風格，還有空耳等惡搞的演出。
- 里昂：森川智之
- 愛旭莉：鬼頭明里

### 各話列表
| 話數  | 日文標題 | 中文標題            | 播放日期       |
| ----- | -------- | ------------------- | -------------- |
| 第1話 |          | 尋找愛旭莉          | 2023年 3月20日 |
| 第2話 |          | 兩人的約定          | 3月22日        |
| 第3話 |          | 救救我吧！ 老爺爺！ | 3月23日        |

## 發行
2022年6月3日，卡普空於「State of Play」的直播節目上公布了本作預計於2023年3月24日在PlayStation 4、PlayStation 5、Xbox Series X/S 和Steam上發布。此外本作也将加入VR游戏模式，计划为PlayStation VR2提供使用。
2022年10月21日，卡普空於「惡靈古堡Showcase」直播節目上宣布本作的豪華版與典藏版即日開放預購，豪華版預計收錄特殊武器、特殊服裝與藏寶圖，典藏版則包含所有豪華版的內容，並另外附贈實體里昂模型、畫冊、海報、遊戲原聲帶與典藏版集裝箱。
2023年3月10日，卡普空發布本作的試玩版《鏈鋸體驗版》（Chainsaw Demo）。同年3月24日，遊戲正式發售，台灣時間凌晨12時PlayStation 4與PlayStation 5平台玩家開放進入遊戲，早上8時PC平台玩家開放進入遊戲。
2023年4月7日，卡普空發布本作的「傭兵模式」（The Mercenaries），以免費DLC的形式提供。遊玩該模式時，玩家必須在有限的時間內儘自己所能，殺死越多敵人以取得高分。卡普空亦於同日新增付費的武器專屬強化券，讓玩家能透過支付額外費用得以更快速地升級武器。
2023年9月21日，卡普空發行本作的付費DLC「逆命殊途（Separate Ways）」，為原作『4』中的通關特典「the another order」的重製版。卡普空在這款DLC中添加了兩名新的可操作角色「艾達·王」、「亞伯·威斯卡」。
2023年12月20日，卡普空發行本作的iOS、iPadOS及macOS移植版。

## 评价
| 汇总媒体   | 得分                                   |
| ---------- | -------------------------------------- |
| Metacritic | (PC) 92/100 (PS5) 93/100 (XSXS) 91/100 |

| 媒体                  | 得分   |
| --------------------- | ------ |
| Destructoid           | 7.5/10 |
| Easy Allies           | 10/10  |
| Game Informer         | 9.5/10 |
| Game Revolution       | 9/10   |
| GamesRadar+           | [ 27 ] |
| GameSpot              | 10/10  |
| Giant Bomb            | [ 29 ] |
| HardcoreGamer         | 4.5/5  |
| IGN                   | 10/10  |
| 新音乐快递            | [ 32 ] |
| PC Gamer美国          | 80/100 |
| PCGamesN              | 8/10   |
| Push Square           | [ 35 ] |
| Shacknews             | 10/10  |
| 衛報                  | [ 37 ] |
| VG247                 | [ 38 ] |
| Video Games Chronicle | [ 39 ] |

根据评论聚合网站Metacritic的统计，《生化危机4 重制版》获得了“普遍赞誉”的評價。
| 汇总媒体             | 得分                                  |
| -------------------- | ------------------------------------- |
| Metacritic           | (PC) 89/100 (PS5) 88/100 (XSX) 89/100 |
| OpenCritic（推荐率） | 96%                                   |

| 媒体           | 得分   |
| -------------- | ------ |
| 4Players       | 92/100 |
| Destructoid    | 8.5/10 |
| IGN            | 9/10   |
| Push Square    | [ 47 ] |
| VideoGamer.com | 8/10   |

IGN的評論員崔斯坦·奧吉爾維（Tristan Ogilvie）稱讚了遊戲玩法及劇情上的更新，並提到「在故事的每個階段都有或多或少的改進。」。GameSpot的評論員柯特·英多維那（Kurt Indovina）也稱讚了重製版對里昂、愛旭莉及武器商人等人物設定上的調整，並提到重製版的里昂「在行為舉止上更像個活生生的人類。」，而Destructoid的評論員柔伊·漢德利（Zoey Handley）則指出重製版並未將原版遊戲中的缺點進行改善，並批評到「和原版一樣單調」及「遊戲中最精彩的地方是在第一次進入村莊的部分，此後再也沒有能夠超越這個部分的橋段。」
Fami通在1791期的Cross Review給予了本作9/9/9/10、37分（滿分40）的評分，確定進入白金殿堂。

### 玩家反應
在重製版中擔任艾達·王的英語配音高莉莉因在遊戲中的表現引發部分玩家的不滿，其個人社交平台甚至遭到部分玩家的騷擾。

### 銷量
《惡靈古堡4 重製版》在發行後的頭兩天便達到300萬份的銷量。在發行兩週後銷量來到400萬份，成為最暢銷的《惡靈古堡系列》遊戲之一。本作在日本為首週最暢銷的零售遊戲，在PlayStation 5上售出89,662份，在 PlayStation 4上售出85,371份。截至2025年4月，《惡靈古堡4 重製版》銷量超过1000万份。

### 所獲獎項
| 年份 | 獎項         | 獲提名              | 結果 | 來源          |
| ---- | ------------ | ------------------- | ---- | ------------- |
| 2022 | 遊戲大獎     | 未來最期待遊戲      | 提名 | [ 59 ]        |
| 2023 | 日本遊戲大獎 | 優秀獎              | 獲獎 | [ 60 ]        |
| 2023 | 金搖桿獎     | 終極年度遊戲        | 提名 | [ 61 ] [ 62 ] |
| 2023 | 金搖桿獎     | 年度PlayStation遊戲 | 獲獎 | [ 61 ] [ 62 ] |
| 2023 | 遊戲大獎     | 年度遊戲            | 提名 | [ 63 ] [ 64 ] |
| 2023 | 遊戲大獎     | 最佳音效/聲效設計   | 提名 | [ 63 ] [ 64 ] |
| 2023 | 遊戲大獎     | 最佳動作/冒險遊戲   | 提名 | [ 63 ] [ 64 ] |
| 2023 | Steam大獎    | 年度遊戲獎          | 提名 | [ 65 ]        |
| 2023 | Steam大獎    | 傑出劇情遊戲獎      | 提名 | [ 65 ]        |

## 中国“偷盘哥”事件
2023年3月31日，中国上海外国语大学贤达经济人文学院酒店管理22级的一名大学生，在中国电商平台拼多多上购买了生化危机4 重制版的PlayStation 5游戏光盘，可他收到货后却以“你卖的是禁售游戏啊，我要退款，货我也给扣下来了，我作为消费者的利益都被侵犯了，你可别害我了!”为由威胁卖家，并在平台上申请退款不退货779元，并且拒绝将光盘寄回，称光盘给工商局了。随后卖家不断恳求买家退货回来，但买家仍然没有退货。
2023年4月17日，疑似该事件当事人“李某”的同班同学“黄某”指出“李某”已将货物退回给卖家。实则并未退还，此次事件引起轩然大波，游戏圈玩家和各大游戏博主纷纷指责这种行为，各大电商平台纷纷下架这款游戏。
2023年4月18日，当事人因受各界施予压力，已於早上八点半退还全款金额，卖家也指出此事件已顺利解决。

#### 衍生事件
2023年4月18日，继“生化危機4光碟收貨後惡意退款事件”后，模玩圈有中国网民在拼多多上购买手办模型以走私为由申请仅退款不退货，其行为类似上述事件。

## 外部連結
- 官方网站：日文、亚洲